# 戈塔塞卡
戈塔塞卡（義大利語：Gottasecca），是意大利库内奥省的一个市镇。总面积13平方公里，人口185人，人口密度14.2人/平方公里（2009年）。ISTAT代码为004098。